# Flying Colors
I Flying Colors sono un supergruppo musicale rock progressivo statunitense formato nel 2010 da Dave LaRue, Casey McPherson, Neal Morse, Steve Morse e Mike Portnoy.

## Storia del gruppo
L'idea di formare un supergruppo che unisse musicisti virtuosi a un cantante pop è avvenuta nel 2008 dalla mente del produttore esecutivo Bill Evans. La prima, nonché definitiva, formazione ha visto l'inclusione del bassista Dave LaRue, del tastierista Neal Morse, del chitarrista Steve Morse, del batterista Mike Portnoy e del cantante Casey McPherson.
Il quintetto, sotto la guida del produttore Peter Collins, ha registrato e prodotto il primo omonimo album in studio il 26 marzo 2012. Tale disco ha debuttato alla nona posizione della Hard Rock Albums stilata dalla rivista Billboard e all'undicesima posizione nella Rock Album Chart stilata dalla BBC. In seguito alla pubblicazione dell'album, i Flying Colors si sono esibiti in un tour mondiale, che ha visto il culmine con la pubblicazione di Live in Europe, pubblicato il 15 ottobre 2013.
Nel mese di dicembre 2013 Neal Morse ha annunciato l'inizio delle registrazioni di un secondo album in studio del gruppo. Intitolato Second Nature, l'album è stato pubblicato il 30 settembre 2014 dalla Mascot Label Group. Il 12 settembre 2015 il gruppo ha rivelato il secondo album dal vivo Second Flight: Live at the Z7, filmato nel 2014 in Svizzera e previsto per il 13 novembre 2015.
Il 1º febbraio 2016 il gruppo ha comunicato attraverso il proprio sito ufficiale di aver firmato un contratto discografico con la divisione giapponese della Warner Music Group, mentre verso la fine del mese di marzo hanno rivelato di essere al lavoro sul terzo album, previsto inizialmente per il 2017.
L'album, intitolato Third Degree è stato pubblicato il 4 ottobre 2019 e promosso da una breve tournée in alcune località del mondo. Dalla data di Londra è stato successivamente tratto l'album dal vivo Third Stage: Live in London, uscito il 18 settembre 2020.

## Formazione
- Casey McPherson – voce, chitarra ritmica, tastiera
- Steve Morse – chitarra solista
- Dave LaRue – basso
- Neal Morse – tastiera, voce
- Mike Portnoy – batteria, voce

## Discografia

### Album in studio
- 2012 – Flying Colors
- 2014 – Second Nature
- 2019 – Third Degree

### Album dal vivo
- 2013 – Live in Europe
- 2015 – Second Flight: Live at the Z7
- 2020 – Third Stage: Live in London
- 2021 – Morsefest 2019 (con The Neal Morse Band)

### Singoli
- 2013 – Love Is What I'm Waiting For
- 2014 – Mask Machine

## Videografia

### Album video
- 2013 – The Making of Flying Colors
- 2013 – Live in Europe
- 2020 – Third Stage: Live in London